# André Lodemann
André Lodemann (* 1970 in Schwedt/Oder) ist ein deutscher DJ, Komponist, Musikproduzent, Remixer und Labelgründer im Bereich der elektronischen Musik (Deep House, Tech House).

## Werdegang
Andre Lodemann begann seine Karriere als DJ in den frühen neunziger Jahren in Frankfurt/Oder und Berlin. Zu seinen musikalischen Einflüssen aus den Bereichen Jazz, Funk, Soul und Rockmusik zählt er neben elektronischen Künstlern wie François Kevorkian, Masters At Work oder Kerri Chandler auch Künstler und Bands wie Brian Eno, Peter Gabriel, Weather Report und Talk Talk. Seine Karriere als Komponist und Musikproduzent nahm 2001 ihren Anfang. Lodemanns erste Veröffentlichung erschien 2004 auf dem Detroiter Label „Moods N’ Grooves“. Gemeinsam mit Daniel W. Best gründete er 2009 das Musik Label Best Works Records (BWR). Weltweite Anerkennung erlangte Andre Lodemann durch seinen Track „Where Are You Now?“ und sein Album „Fragments“, welche beide auf BWR erschienen sind. Als Remixer arbeitete er mit renommierten Künstlern wie Omar, Tracey Thorn, Black Coffee zusammen. Zu seinen wichtigsten Veröffentlichungen zählen unter anderem Arbeiten auf den Labels DFTD und Innervisions (Label).

## Diskografie

### Alben
- 2012: Fragments (Best Works Records)

### Single & EPs
- 2004: E-Movement EP (Moods & Grooves)
- 2008: Wanna Feel EP (Simple Records)
- 2009: Searching feat. Nathalie Claude EP (Best Works Records)
- 2009: You Never Know EP (Best Works Records)
- 2009: Coming Home EP (Best Works Records)
- 2009: Vehemence Of Silence EP (Room With A View)
- 2010: The Light EP (Best Works Records)
- 2010: Still Dreaming EP (Freerange Records)
- 2011: Don't Panic EP (Room With A View)
- 2011: Riven Reminiscences EP (Freerange Records)
- 2012: Fragments – Originals (Best Works Records)
- 2012: Fragments – Remixes (Best Works Records)
- 2012: Fragments – Where Are You Now? (Best Works Records)
- 2013: Imagine EP (Dessous Recordings)
- 2014: Coming Your Way EP (DFTD)
- 2015: Leaving The Comfort Zone EP (Innervisions)

### Remixe (Auswahl)
- 2005: re:jazz – Donaueschingen (André Lodemann Club Mix)
- 2005: Rodney Hunter – Take A Ride (André Lodemann Club Ride)
- 2009: Angela K. – Ballad (Andre Lodemann Remix)
- 2010: Black Coffee feat. Zakes Bantwini – JuJu (Andre Lodemann Remix)
- 2010: Tracey Thorn – Why Does The Wind? (Andre Lodemann Remix)
- 2010: Omar – Lay It Down (André Lodemann Remix)
- 2010: Phonique Feat. Ian Whitelaw – Our Time Our Chance (André Lodemann Remix)
- 2010: Akabu – Another World  (André Lodemann Remix)
- 2012: Liquideep – Feel It (André Lodemann Remix)
- 2013: Alex Niggemann – Lovers Feat John Rydell (André Lodemann Remix)
- 2014: Cuebur Ft Vikter Duplaix – I See You (André Lodemann Remix)
- 2014: Coyu – Just Nin (He Cries At Night) (André Lodemann Remix)
- 2014: Chopstick & Johnjon – Run Slowly (André Lodemann Remix)
- 2014: Rafael Da Cruz – Rex (André Lodemann Remix)